# 5956 д'Аламбер
5956 д'Аламбер (5956 d'Alembert) — астероїд головного поясу, відкритий 13 лютого 1988 року.
Тіссеранів параметр щодо Юпітера — 3,283.